# Saint-Martin-l'Astier
Saint-Martin-l'Astier är en kommun i departementet Dordogne i regionen Nouvelle-Aquitaine i sydvästra Frankrike. Kommunen ligger i kantonen Mussidan som tillhör arrondissementet Périgueux. År 2022 hade Saint-Martin-l'Astier 140 invånare.

## Befolkningsutveckling
Antalet invånare i kommunen Saint-Martin-l'Astier
Referens:INSEE